# Rozkaz Nerona
Rozkaz Nerona (niem. Nerobefehl) – rozporządzenie Adolfa Hitlera z 19 marca 1945 roku. Hitler nakazał zniszczenie w Niemczech wszystkiego, „co przeciwnik mógłby wykorzystać do kontynuowania walki”, czyli nakazał stosować na terytorium Niemiec tę samą taktykę spalonej ziemi, jaką stosowano podczas odwrotu spod Moskwy. Ukazał się on w okresie walk o Zagłębie Ruhry.

## Postanowienia
- Należy zniszczyć wszystkie urządzenia militarne, komunikacyjne, łączności, przemysłowe i zaopatrzeniowe, a także obiekty znajdujące się wewnątrz terytorium Rzeszy, które wróg w jakikolwiek sposób może wykorzystać natychmiast lub po pewnym czasie dla kontynuowania walki[1].
- Odpowiedzialne za dokonanie tych zniszczeń są wojskowe organy dowodzenia w odniesieniu do obiektów militarnych, łącznie z urządzeniami komunikacyjnymi oraz łączności, gauleiterzy i komisarze obrony Rzeszy w odniesieniu do wszystkich urządzeń przemysłowych, zaopatrzeniowych i pozostałych obiektów; gauleiterom i komisarzom obrony Rzeszy wojsko powinno udzielić pomocy koniecznej do wykonywania tych zadań[1].
- Niniejszy rozkaz należy jak najszybciej przedstawić wszystkim dowódcom, przeciwstawne polecenia są nieważne[1].